# Peter Kierkegaard
Peter Christian Kierkegaard (pronunciación en danés: /ˈpʰe̝ˀtɐ ˈkʰʁestjæn ˈkʰiɐ̯kəˌkɒˀ/; 6 de julio de 1805 - 24 de febrero de 1888), fue un teólogo, político y obispo danés de la Diócesis de Aalborg desde 1857 hasta 1875.

## Biografía
Nació en Aalborg, Dinamarca como hijo de Michael Pedersen Kierkegaard (1756-1838) y su segunda esposa Ane Sørensdatter Lund (1768-1834). Su padre era un rico lanero y especulador inmobiliario. En 1822 se graduó de la Universidad de Copenhague y en 1826 se convirtió en cand.theol.
En 1829 defendió su disertación en la Universidad de Göttingen. Posteriormente realizó un viaje de estudios a Bonn, Utrecht, Lovaina (Lovaina) y París. Los años siguientes se mantuvo a sí mismo enseñando lenguas clásicas en la Borgerdydskolen de Copenhague. En 1833, fue nombrado párroco en Vejerslev-Blidstrup en el municipio de Morsø. Desde 1842, fue párroco de Pedersborg y Kindertofte en Sorø. En 1856 fue nombrado obispo de la Diócesis de Aalborg.
Peter Kierkegaard era el hermano mayor del teólogo y filósofo Søren Kierkegaard (1813-1855).
Como teólogo de la Iglesia de Dinamarca oficial, había criticado en varias ocasiones las obras de su hermano, especialmente en las convenciones del sínodo en Roskilde en 1849 y 1855. Sin embargo, más tarde pronunció el elogio de su hermano en la  Vor Frue Kirke.
En 1836, Kierkegaard se casó con Elise Marie Boisen (1806-1837), quien murió sin hijos al año siguiente. En 1841, se casó con Sophie Henriette Glahn (1809-1881). Tuvieron un hijo llamado Pascal Poul Egede Kierkegaard (1842-1915).
Fue elegido miembro del Landsting en diciembre de 1849. Desde el 4 de septiembre de 1867 hasta el 6 de marzo de 1868, fue Ministro de Kultus de Dinamarca en el Gabinete de Frijs. Murió en Aalborg durante 1888 y fue enterrado en Almen Kirkegård.